# Paragehyra petiti
Paragehyra petiti — вид геконоподібних ящірок родини геконових (Gekkonidae). Ендемік Мадагаскару.

## Поширення і екологія
Paragehyra petiti мешкають в прибережних районах на південному заході острова Мадагаскар, від Туліари до гирла річки Унілахі. Вони живуть серед скель, порослих сухими чагарниковими заростями.

## Збереження
МСОП класифікує цей вид як вразливий. Paragehyra petiti загрожує знищення природного середовища.